# Tvebakker
Tvebakker er små tørre krydderboller. Tvebakker bruges gerne i frugtsuppe og varm mælk.
Ordet tvebak betyder bagt to gange og kommer fra nederlandsk tweebak eller plattysk twebak. Tvebakker er ligesom beskøjtere typisk blevet bagt to gange, for at drive så meget fugt ud som muligt, så tvebakkerne kunne holde længere.
Tvebakker må ikke forveksles med kammerjunkere, der er mindre, mere kompakte og sødere.